# Даклатасвир
Даклатасвир (англ. daclatasvir, ранее BMS-790052, торговое название Daklinza) — препарат для лечения гепатита С (HCV). Разработан компанией Bristol Myers Squibb.
Даклатасвир является пангенотипичным ингибитором белка NS5A, I волны I поколения.
Недавние исследования свидетельствуют о том, что он нацелен на два этапа процесса вирусной репликации, позволяя быстро снижать количество РНК вируса гепатита C.
Даклатасвир был испытан в сочетании как с пэгилированным интерфероном и рибавирином, так и в сочетании с противовирусными препаратами прямого действия асунапревир, симепревирFDA, беклабувир и софосбувирFDA . Даклатасвир в сочетании с софосбувиром одобрен для лечения всех генотипов вируса гепатита С.
Даклатасвир был одобрен для использования в Европейском Союзе в 2014 году, а также в США и Индии в 2015 году.
Всемирная организация здравоохранения включила препарат даклатасвир в Перечень основных и наиболее важных лекарств, необходимых в системе здравоохранения . С 2018 года входит в перечень жизненно необходимых и важнейших лекарственных препаратов (ЖНВЛП).
В различных странах бренд Daklinza был отозван американской фармацевтической компанией Bristol Myers Squibb (BMS); также BMS позволило аннулировать патенты в этих странах. В Индии BMS заключила договор с компанией Zydus Cadila на производство даклатасвира под торговой маркой DaciHep.
В РФ продается под названиями: Даклатасвир-ТЛ, Даклавизар 

## Медицинское использование
Даклатасвир используется только в составе комбинированной терапии для лечения гепатита С генотипа 1, 3 или 4 инфекции; агенты, используемые в комбинации, которые включают софосбувир, рибавирин и интерферон, различаются в зависимости от генотипа вируса и наличия у человека цирроза  .
Неизвестно, проникает ли даклатасвир в грудное молоко или оказывает какое-либо влияние на младенцев.

## Применение
Даклатасвир принимают внутрь один раз в день.

## Противопоказания
Общие побочные эффекты софусбивира и даклатасвира включают головную боль, переутомление и тошноту.
Наиболее частыми побочными эффектами даклатасвира, софусбивира и рибавирина являются головная боль, чувство усталости, тошнота и гемолитическая анемия. Его нельзя использовать с зверобоем, рифампицином или карбамазепином. Он работает путем ингибирования белка NS5A HCV.
При использовании даклатасвира с софосбувиром и амиодароном существует серьезный риск брадикардии. Поскольку он не был широко изучен как отдельный агент, неизвестно, какие конкретные побочные эффекты связаны только с этим лекарством. О нежелательных явлениях при приеме даклатасвира сообщалось только при комбинированной терапии софусбивиром или тройной терапии софусбивиром / рибавирином.
Общие побочные эффекты, возникающие у >5% людей, получающих комбинированную терапию (софусбивир + даклатасвир), включают головную боль и переутомление; при тройной терапии (даклатасвир + софусбивир + рибавирин) наиболее частыми побочными эффектами (> 10%) являются головная боль, усталость, тошнота и гемолитическая анемия.
Даклатасвир может вызвать реактивацию гепатита B у людей, коинфицированных вирусами гепатита B и C. Европейское агентство лекарственных средств (EMA) рекомендовало обследовать всех людей на гепатит B перед началом приема даклатасвира на гепатит C, чтобы минимизировать риск реактивации гепатита B.

## Взаимодействие с другими препаратами
Изменения доз производятся при одновременном применении Даклатасвира и препаратов, влияющих на CYP3A или P-гликопротеин. При приеме даклатасвира с ненуклеозидными ингибиторами обратной транскриптазы доза даклатасвира увеличивается, чтобы преодолеть индукцию CYP3A.
Дозу даклатасвира следует снизить при приеме с противогрибковыми средствами, такими как Кетоконазол. В настоящее время не требуется корректировки дозировки при одновременном применении даклатасвира и иммунодепрессантов, наркотических анальгетиков, антидепрессантов, седативных средств и сердечно-сосудистых средств.
Одновременное применение с амиодароном, софосбувиром и даклатасвиром может привести к повышенному риску серьезного замедления сердечного ритма.